# Прощай, моя красавица
«Прощай, моя красавица» (англ. Farewell, My Lovely) — кинофильм режиссёра Дика Ричардса, вышедший на экраны в 1975 году. Экранизация одноименного романа Рэймонда Чандлера.
Дебютный фильм Джерри Брукхаймера в качестве полноценного продюсера.

## Сюжет
Действие происходит в Лос-Анджелесе в 1941 году. Повествование ведётся от лица Филипа Марлоу, частного детектива, нанятого бывшим заключенным Мусом Маллоем, чтобы разыскать его прежнюю возлюбленную Велму. Последний раз они виделись около шести лет назад, когда Мус был схвачен за ограбление банка. Дело оказывается не столь простым, когда выясняется, что за Маллоем кто-то охотится, а розыски самого Марлоу кто-то старательно направляет по ложному следу…

## В ролях
- Роберт Митчем — Филип Марлоу
- Шарлотта Рэмплинг — Хелен Грэйл
- Джон Айрленд — лейтенант Налти
- Сильвия Майлз — Джесси Флориан
- Энтони Зербе — Брунетт
- Гарри Дин Стэнтон — детектив Билли Ролф
- Джек О'Хэллоран — Мус Маллой
- Джо Спинелл — Ник
- Сильвестр Сталлоне — Джонни
- Джим Томпсон — судья Грэйл

## Награды и номинации
- 1975 — попадание в десятку лучших фильмов года по версии Национального совета кинокритиков США.
- 1976 — номинация на премию «Оскар» за лучшую женскую роль второго плана (Сильвия Майлз).
- 1976 — номинация на премию Эдгара Аллана По за лучший художественный фильм (Дэвид Зелаг Гудман).